# Erdenmandal (ajmak północnochangajski)
Erdenmandal (mong. Эрдэнэмандал сум) – jeden z 19 somonów ajmaku północnochangajskiego położony w jego środkowej i północnej części. Siedzibą administracyjną somonu jest Öldzijt znajdujący się 573 km od stolicy kraju, Ułan Bator i 165 km od stolicy ajmaku, Cecerlegu. W 2010 roku somon liczył 5153 mieszkańców.

## Gospodarka
Występują tu złoża rudy żelaza i miedzi, a także kamieni szlachetnych. Usługi: szkoła, szpital.

## Geografia
Somon położony jest wśród gór, m.in. Burgast (2200 m n.p.m.), Öldzijt, Elstijn, które poprzecinane są dolinami rzek Chünüj gol i Chanuj gol. Poza tym jest tu wiele małych jezior. Obszar znajduje się w strefie surowego klimatu kontynentalnego. Średnie temperatury stycznia wynosi -22, natomiast czerwca między 16 a 18 °C. Średnie roczne sumy opadów wynoszą 300 – 400 mm.

## Fauna
Na terenie somonu występują m.in. zające, lisy, wilki, manule, dzikie kozy, jelenie, dziki, dzikie owce i  świstaki syberyjskie.